# Kang Ga-ae
Kang Ga-ae (강가애?; 10 dicembre 1990) è una calciatrice sudcoreana, portiere del Sejong Sportstoto e della nazionale sudcoreana.

## Carriera

### Nazionale
Kang viene convocata dalla federazione calcistica della Corea del Sud (internazionalmente nota come Korea Football Association - KFA) nel 2010, inserita in rosa con la formazione Under-20 impegnata al Mondiale di Germania 2010; prima dell'avvio del torneo il tecnico Choi In-cheul la impiega solo nell'amichevole del 31 maggio vinta per 6-2 con la formazione Stati Uniti.
Chiamata dal Commissario tecnico Yoon Deok-yeo nella nazionale maggiore, dove debutta il 4 giugno 2016 in amichevole, scendendo in campo come titolare nell'incontro vinto per 5-0 sulla Birmania, disputa tre incontri della seconda fase di qualificazione alla Coppa dell'Asia orientale di Giappone 2017 dove la sua nazionale ottiene l'accesso alla fase finale. Pure avendola inserita nella lista delle convocate, durante il torneo Yoon non ritiene di impiegarla nella squadra che riesce a classificarsi al quarto posto.
L'anno seguente Yoon la convoca per l'edizione 2017 della Cyprus Cup, dove viene impiegata in tre dei quattro incontri disputati dalla sua nazionale, tranne il primo del 1º marzo pareggiato 0-0 con l'Austria, e dove rimane imbattuta nei due seguenti del gruppo B nella fase a gironi, vittorie entrambe per 2-0 su Scozia e Nuova Zelanda, mentre deve cedere il titolo alla Svizzera che nella finale dell'8 marzo vince per 1-0 con rete di Lara Dickenmann al 58'.
Nei due anni seguenti viene impiegata sporadicamente, scendendo in campo in occasione delle edizioni 2019 del Four Nations Tournament e della Cup of Nations, prima di essere inserita da Yoon nella rosa delle 23 convocate al Mondiale di Francia 2019.

## Palmarès

### Club
- Campionato sudcoreano: 1

Goyang Daekyo Noonnoppi: 2011

### Nazionale
- All-Star team del campionato sudcoreano

2012